# 馬英九
馬 英九（ば えいきゅう、マー・インチウ、1950年〈民国39年〉7月13日 - ）は、中華民国（台湾）の政治家、法学博士（ハーバード大学）。第6代中華民国総統（12期・13期）を務めた。

## 来歴

### 生い立ち
実家は湖南省翔潭県馬家堰の近くにある。香港の九龍で出生した外省人（広東省深圳）とする資料もある。5人兄弟姉妹の中で唯一の男児として育てられた。出生後まもない1950年、両親とともに台湾に移住して台北市で育った。身長177.6 cm 体重74.7 kg。国立台湾大学法律学院法律系（法学部法学科）卒業。中山奨学金の給付生としてニューヨーク大学・ロー・スクール（修士課程）及びハーバード大学ハーバード・ロー・スクール（博士課程）を修了する。ハーバード大学在学中は『波士頓通訊（ボストン通信）』という中国国民党系列紙の編集長に就任。博士課程修了後はメリーランド大学法学部研究顧問、ボストン第一銀行法律顧問などを務め、またニューヨーク市内の法律事務所で弁護士として活動するなど法律家としてのキャリアを重ねた。
在外経験から英語に堪能であり、CNN記者との対談も自ら英語でこなした。一方、国民党と敵対する泛緑連盟系の報道機関であるタイペイ・タイムズは、博士論文に1000箇所を超える英語の間違いがあったと主張している。
1981年、帰台すると政府によって総統府第一局副局長に抜擢され、主に蔣経国総統の英語通訳（英文秘書）を担当した。1984年に国民党中央委員会副秘書長、1988年に行政院研考会主任委員兼大陸委員会（陸委会）工作匯報執行秘書、1990年に国家統一委員会研究員、1991年には陸委会副主任委員兼スポークスマンに就任するなど行政経験を積み、同年国民大会代表全国区に国民党候補として選出されている。1993年に連戦が行政院長に就任すると馬英九はその要請を受け法務部長に就任する。
法務部長在任中は、地方の汚職・不正政治資金摘発に辣腕を振るう一方、死刑制度に批判的姿勢を示した。1996年に行政院政務委員に就任している。

### 台北市長・国民党主席

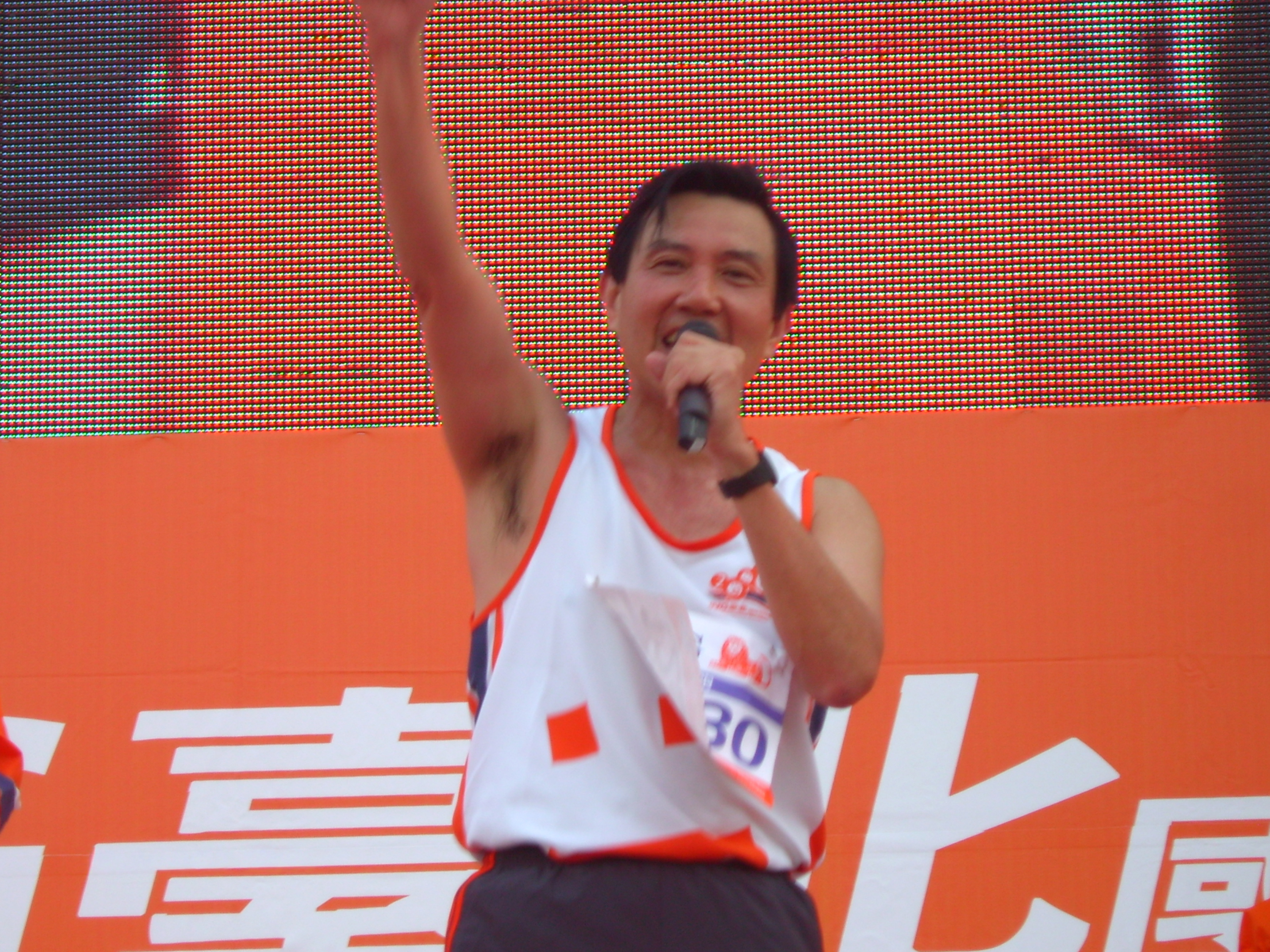
第10回台北国際マラソンでの馬英九（2006年12月17日）

1998年の台北市長選に国民党公認候補として出馬。多くの票を獲得して当時の現職・陳水扁（民主進歩党公認・後の総統）を破り当選した。2002年に再選され、2006年12月の任期満了まで同職に留まった。台北市長時代は台北市全域の無線LANの整備、下水道整備の普及、スポーツ施設整備などのインフラ整備に力を注いだ。また、士林官邸、七海官邸、孫運璿旧邸、李国鼎旧邸、厳家淦旧邸、銭穆旧邸などの文化財保護事業に力を注いだ。また国民党主席の連戦が辞任を表明すると、党内の高い期待を背景に2005年7月16日に行われた国民党主席選挙に出馬（二回目の党員による直接選挙だが、対立候補が出たのは初めてであった）して、37万5056票を獲得、対抗馬の王金平立法院長（14万3268票を獲得）に大差をつけて第4代国民党主席に選出された。
党主席兼任後2005年末の23県市長選挙では国民党が14、親国民党系も含めると17ポストを獲得するなど地滑り的な勝利を得た。国民党内では若手政治家の筆頭となった馬英九を次期総統選挙で候補に立てる意見が高まったが、出馬意思を表明した2007年2月13日に台北市長時代の首長特別支出費の一部支出について横領容疑で起訴される事件が発生した。これを受けて馬英九は党への影響を避ける為に国民党主席を辞任したが、裁判については争う姿勢を示した。一審の台北地方法院（同年8月17日）では無罪判決が下され、同年12月28日の二審（台湾高等法院）でも無罪判決が下された。二審までの無罪判決を受け、馬英九は2008年1月3日に起訴した検察官を不当な政治妨害を行ったとして告訴した。
2008年4月24日、最高法院が検察の上告を棄却したことにより馬英九の無罪が確定した。

### 中華民国総統

#### 1期目
裁判が続いていた2007年5月2日、国民党中央常務委員会は総統候補として指名する意向を固めた。党内でも裁判中という事から賛否を分けたが、党主席も争った王金平立法院長が辞退した為に指名が選択された。6月23日の党大会で正式に国民党の総統候補として公認され、副総統候補には当初王金平を指名したが政治路線が折り合わず、最終的に蕭万長元行政院長を指名している。2008年1月12日、総統選挙の前哨戦とされる第7回中華民国立法委員選挙では、二審で無罪を勝ち取った馬率いる国民党が経済政策の失敗を問われた民進党に圧勝し、単独過半数を確保した。
総統選挙では、民進党の謝長廷陣営は1977年に取得したグリーンカードの所持、一族による政治献疑惑、黒社会との関係などを主張するネガティブキャンペーンを展開した。対する馬陣営は「ロングステイ」と銘打って台湾各地の農村地帯を訪れて回り、外省人ながら台湾語による会話を行ったり、客家として客家語による演説を行うなど有権者と直接触れ合う機会を増やす事で対応した。
同年3月22日に総統選挙が実施され、謝長廷の544万5239票（41.55%）に対して765万8724票（58.45%）を獲得して当選が決定した。これは当時史上最多の得票数だった。2008年5月20日、第12代中華民国総統に就任、これにより中華民国史上初めて野党となっていた国民党は8年ぶりに政権を奪還した。中国側は当選を歓迎しつつも、短距離ミサイルの増設など硬軟織り交ぜた姿勢を示した。

##### 両岸関係の改善

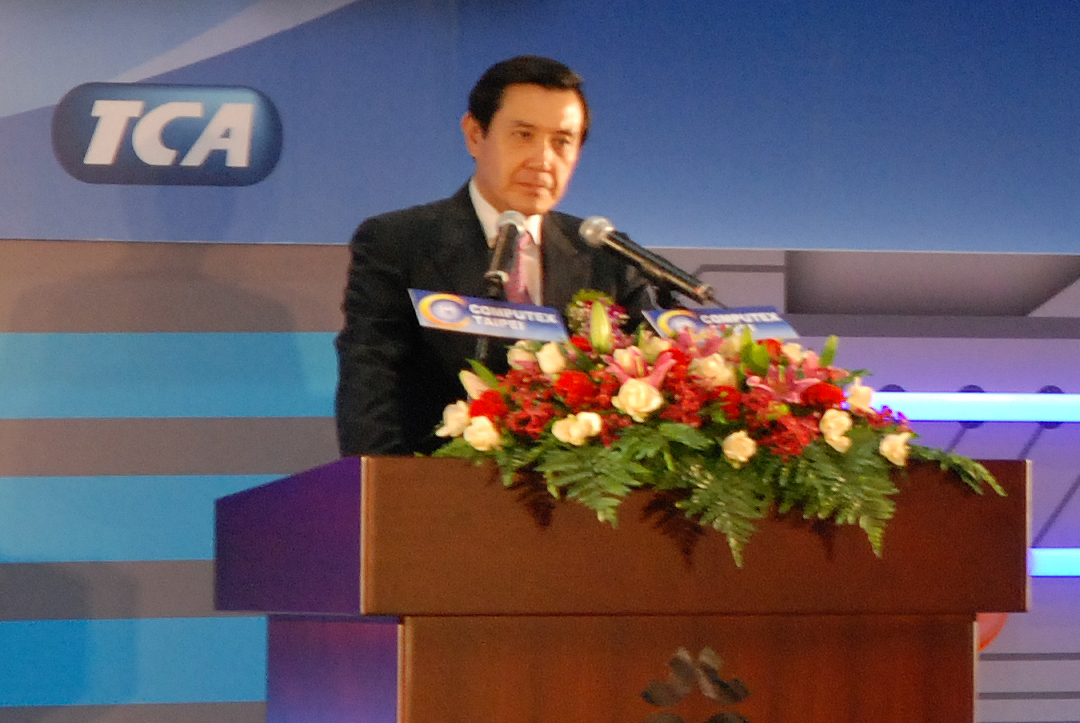
2008年、COMPUTEX TAIPEI開会式にて

総統となった事で両岸関係の雪解けが期待され、台湾でも毛沢東のペーパーウエートが発売され、中国大陸でも同年に制作された国策映画の建国大業で蔣介石の愛国的一面が描かれたことに蔣介石の孫で当時国民党副主席の蔣孝厳が「客観的な歴史評価」と称賛 して国民党本部で毛沢東の孫と面会 するなど中台の友好ムードが高まっていった。
両岸関係の停滞と世界金融危機で低迷していた景気の回復などを期待して、当選直後に台湾ドルが10年ぶり高値を付けた。本人も政権発足後から直ちに中台関係の改善と経済政策の重点化を掲げて、前政権時代に制限されていた台湾企業の中国進出を緩和する意向なども示した。2009年7月26日に行われた国民党の主席選挙にて28万5354票（得票率93.8％）を得て当選し、同年10月17日に正式に第6代主席に就任した。台湾経済の回復を進め、政権初期の高支持率に繋がった。

##### 台風被害と支持率の低下
2009年8月、台風8号が台湾を直撃するという過去最悪の台風による災害が起き、500名以上の死傷者が発生する事態となった。この際に政府の被災地での救援活動が遅れ、国民からの厳しい批判にさらされた。救援活動の不手際を認め、総統職の退任は否定したが、責任問題の追及には同意した。被災者が避難生活を送る寺院を訪れた際には、被災者の一人が「総統と劉兆玄（行政院長）は今すぐ辞任すべきだ」と叫ぶと、会場から大きな拍手が沸いた。
2009年12月に行われた統一地方選挙では、災害への対応の悪さに有権者の不信感が広がったこともあり、国民党は県長ポストを現有の14ポスト（国民党系無所属も含む）から2つ減らす結果に終わった。翌2010年1月に行われた立法委員補欠選挙でも国民党が改選3選挙区の議席をすべて失う結果に終わった。前述の災害への対応の悪さに加え、課題として掲げていた経済成長も米国産牛肉の輸入解禁を合意した事などが批判された。2月27日投開票の立法委員補欠選挙でも改選4議席のうち国民党は花蓮県（全区）の1議席しか獲得できず、対する民進党は強固な地盤である嘉義県（2区）、新竹県（全区）、桃園県（3区）を獲得し、逆風が収まらない状況が続いた。

##### 体制の立て直し
2010年以降は政権の立て直しを図り、引き続き大陸との関係改善と経済成長を目指した政策を進め、2010年に台湾経済は10％強の成長率を記録、欧州債務危機で世界経済が混乱した2011年にも4％の成長率を達成した。また両岸関係の改善を基調としながらも、「三不」（中国統一・台湾独立・武力行使のいずれも行わない）をスローガンにバランスを取った姿勢を見せ、親中・反中のいずれにも立たない中立派の支持を勝ち取った。堅調な経済・外交政策で一定の支持を回復させ、2010年11月に行われた直轄市（台北市・新北市・台中市・台南市・高雄市）の市長選挙では、依然として民進党に押されつつも台北市・新北市・台中市の三都市で勝利して現有勢力を維持した。

#### 2期目

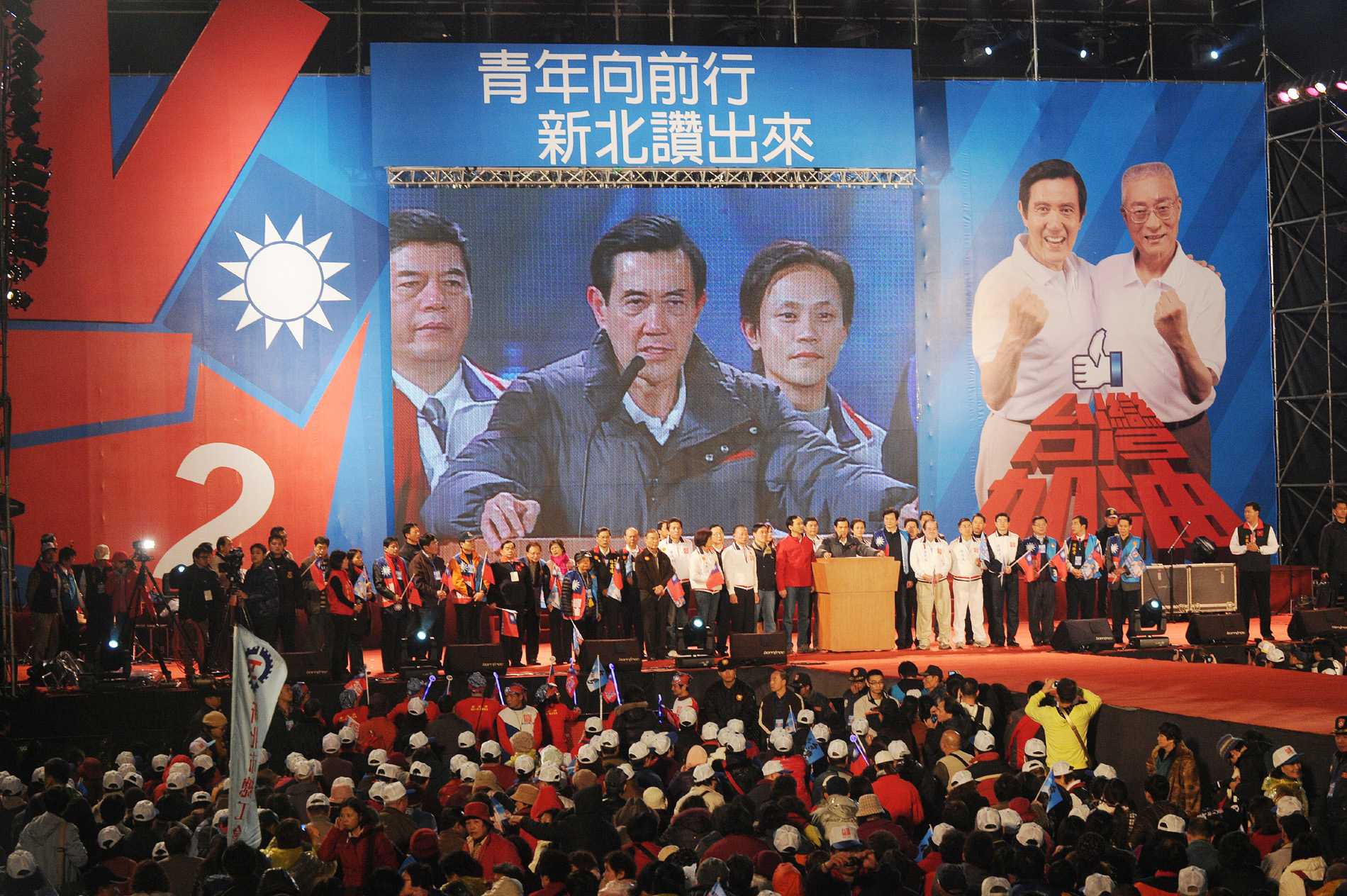
2012年総統選時の馬陣営の集会（2012年1月7日）

2012年、2期目の総統任期終了を踏まえて、同年の総統選挙に再選を目指して出馬する意向を表明した。同年から経済成長が鈍化していた事や、国民党から分派した親民党から出馬した宋楚瑜に票が流れる可能性などから、総統選挙では民進党の蔡英文と終盤まで激しい選挙戦を繰り広げた。結果として懸念されていた宋楚瑜が惨敗を喫した事などから旧来の支持勢力を纏め上げ、51.60％を得票して総統に再選された。同日に第8回中華民国立法委員選挙も行われ、僅かに議席を減らしたものの過半数を維持してこちらも国民党が勝利を収めた。再選後の内閣では民進党を離党した楊秋興が政権入りしている。
2012年5月20日、第13代中華民国総統に就任（2期目） し、任期満了となる2016年5月20日に退任した。

### 退任後
2017年3月14日、総統在任中の2013年当時国民党内で対立関係にあった王金平立法院長の失脚を狙い、柯建銘との電話を盗聴して検事総長から報告を受けた捜査情報を漏らしたとして、通信保障監察法違反（秘密漏洩）などの疑いで在宅起訴された。同年8月25日の地裁判決では総統の権限の範囲内だとして無罪判決となったが、翌2018年5月15日、高裁にあたる台湾高等法院は「職権を乱用した」などとして一審無罪判決を破棄し懲役4カ月の有罪を言い渡した。最高裁にあたる最高法院は高裁に差し戻しの判断を下し、2019年7月12日、台湾高等法院は有罪判決を破棄し無罪が確定した。
2018年7月10日には国民党主席時代に党営のテレビ局などを不当に安い価格で売却し約270億円の損害を党に与えたとして特別背任などの罪で在宅起訴された。

## 政策・主張
1990年代前半、総統選挙を直接選挙にするか委任選出にするかで国民党内で議論となったとき、一貫して「委任選出制」を主張、直接選挙制に反対し、民主化前の国民党独裁政権が言論・思想の自由を弾圧する法的根拠になっていた「刑法第100条廃止」が議論された際にも反対し、2006年末にはアメリカの雑誌のインタビューで「終極的統一を目指す」と発言するなど保守派の人物と見られてきた。
馬は二・二八事件の犠牲者との「和解」をアピールする一方、二・二八事件に関与した蔣介石の再評価も進めており、陳水扁前総統は「蔣介石は台湾人を弾圧した独裁者」と批判し、蔣介石の顕彰施設である中正記念堂を「台湾民主紀念館」と改称したが、馬は政権交代後すぐに元に戻すことを決めており、二・二八事件の犠牲者遺族から不信感を抱かれている。

### 対中政策
自身の出生地でもある香港を3度訪問しており、香港行政長官の董建華は香港礼賓府に馬を招いた。董長官は、返還前に海外へ移住した香港人が戻って来ていること、外資系企業の投資も増えていることなどを理由に挙げて「一国二制度は成功している」と説明し、友好的な態度をアピールした。4日間の滞在中、容姿端麗な馬がホテル周辺を早朝ジョギングする姿が話題となり、「香港にも市民の選んだ市長を」とあこがれる傾向も見られた。ところが、2005年1月には入境を拒否された。馬は香港大学での講演を要請されて香港訪問を申請したものの、香港政府はビザを発給しなかった。当時、全国人民代表大会の開幕を目前に中央政府は「反分裂国家法」の制定準備を進めていた。この法律には台湾独立を封じる狙いがあり、馬がこれに反対する論説を発表したため、中央政府の不評を買って香港入境を差し止められたと推測されたが、このとき香港政府は子細を明らかにせず、あいまいな態度が非難を浴びた。
総統選挙では「三不」（両岸統一・台湾独立・武力行使のいずれも行わない）をスローガンに掲げていた。しかし、総統に就任した後には「統一という選択肢を排除するものではない」と発言した事もある。
総統選挙中の2008年3月18日、チベットで発生した大規模暴動について大陸当局を批判し、自らが総統に当選した際には北京オリンピックをボイコットする可能性を示唆した。また党綱領から「統一」の文字を削除して「台湾」の文字を新しく盛り込み、党規約に「台湾主体」を明記している。一方で、2008年5月に訪中して国共党首会談も行った当時の国民党主席呉伯雄の北京オリンピックの開会式への出席を認め、チベットのダライ・ラマ14世が台湾訪問の意向を示したところ拒否するなど、大陸への一定の配慮は維持している。更に総統選挙に向けて懸案事項である経済問題の重視を打ち出し、経済上重要な存在である中国との間に欧州連合（EU）加盟国同士並みに関税、資金、労働力の自由流通を目指す「両岸共同市場」を提唱した。
総統就任後の2008年12月15日には、大陸との間で「三通」を実現させた。学生には奨学金の返還を求めない措置を講ずると言い、旅行業者には三通（両岸間の通信、通商、通航の直接開放）で空と海の直行便を定期化し、年間360万の中国人観光客を呼び込んで商売を繁盛させると呼びかけた。同年12月23日には大陸からジャイアントパンダの團團（オス）と圓圓（メス）が台北市立動物園に寄贈された。
2010年には事実上の自由貿易協定である両岸経済協力枠組協議(ECFA)を締結し、1970年の大阪の日本万国博覧会以来40年ぶりに参加した万博である上海国際博覧会に台湾館として出展した。
2012年には国民党中央委員会に中国共産党第18回全国代表大会へ初めて祝電を打たせ、習近平が総書記（中国最高指導者の役職）に選出された際は馬自ら異例の祝電をおくった。

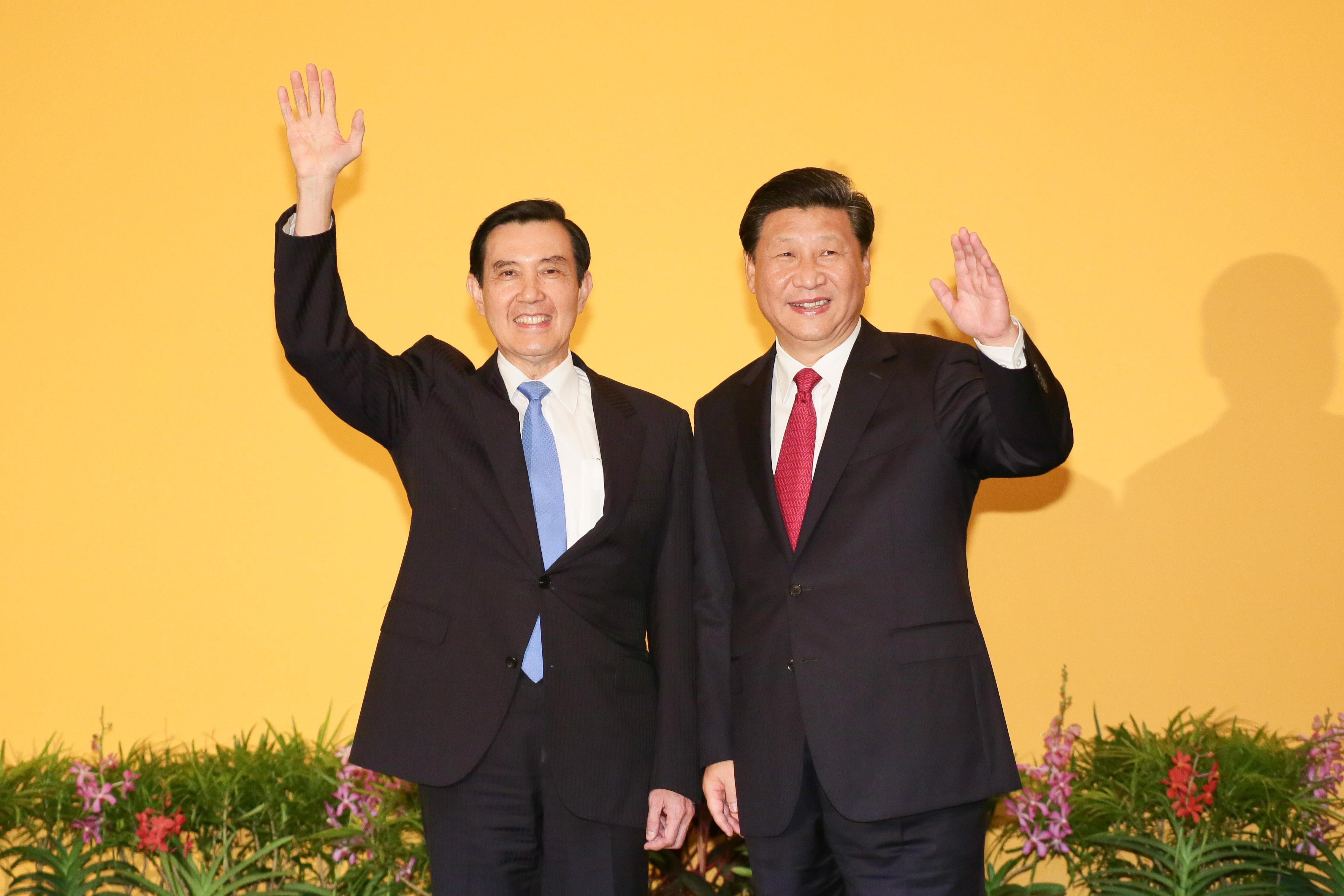
馬英九と習近平（2015年11月7日）

2014年3月18日、海峡両岸サービス貿易協定に反対する大学生が立法院を占拠する事件『ひまわり学生運動』が発生。300人ほどの学生が立法院の議場を占拠し、立法院の周りにも数千人から数万人の支持者が集まった。大学生たちは協定の審議やり直しと馬英九との公開討論を求めているが、馬英九政権は応じていない。
2015年11月7日午後3時過ぎ（現地時間）、シンガポールのシャングリ・ラ・ホテル・シンガポールで馬は中国共産党の習近平総書記と史上初の両岸首脳会談を行った。中華民国と中華人民共和国はお互いに自らが中国で唯一の合法政府だとの立場を取るため、「両岸の指導者」同士として会談を行った。馬と習は「国家主席」と「総統」の肩書を使わず、「領導人」や日本語で「さん」を意味する「先生」（xian sheng）と呼び合った。首脳会談では、中国大陸と台湾が不可分の領土であるという「一つの中国」の原則を確認し、交流を拡大することなどで一致した。 台湾海峡情勢を安定させるため、当局間のホットラインを開設することも合意した。一方、同日、総統府前では中台首脳会談に抗議する市民のデモが行われた。
2016年3月、民進党の政権復帰が決まったことを受けて中華人民共和国はそれまで見送ってきたガンビアとの国交を樹立した。民進党の陳水扁前政権に対しては6カ国も台湾と国交断絶させたのに対して国民党政権になると中華人民共和国は馬の掲げる外交休兵に配慮して中華民国と断交する国はそれまでなかった。

### 対日政策

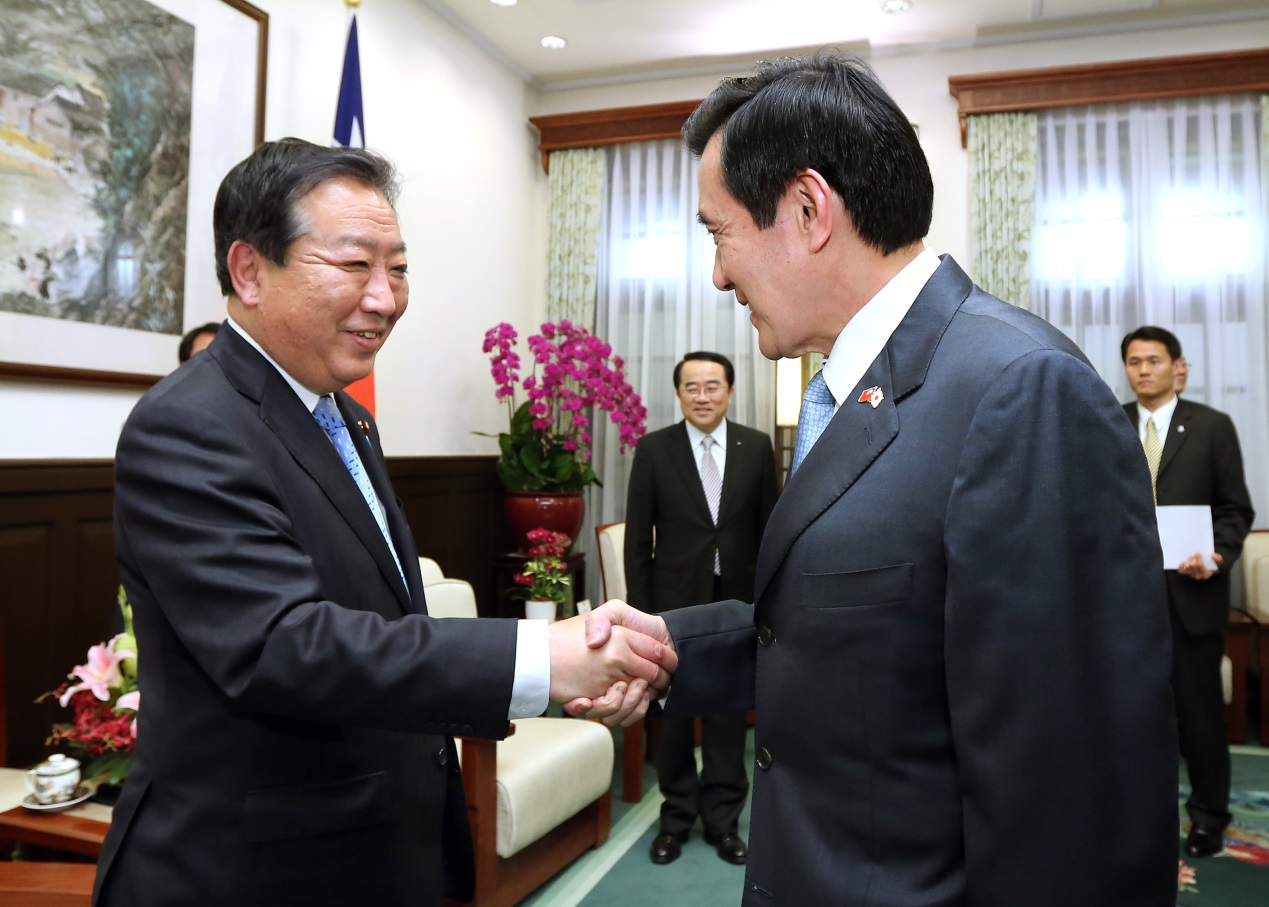
馬英九と野田佳彦（2015年5月1日）

学生時代に「釣魚台（尖閣諸島）還回」を主張する活動を続け、アメリカ留学時代の研究テーマも「釣魚台」の中華民国帰属を扱うなど、領土問題に関しては、日本に対し批判的である。
2005年6月の党主席選挙では、「釣魚島の奪回のために、日本とは一戦を交えることもいとわない」｢戦う姿勢を見せて日本を対話のテーブルにつかせるべきだ｣（2005年の沖縄近海における台湾漁船の抗議行動 参照）と主張した。党主席就任後の2005年8月には、｢南京大虐殺や尖閣諸島での日本の言動は、大陸・台湾双方の人々の心を逆なでする」「国民党は将来､尖閣諸島の問題解決に注力する。私は尖閣諸島についての専門的知識を持っている｣ と発言した。2008年11月に、尖閣諸島の領有権を主張する団体「中華保釣協会」が設立された際、祝辞を寄せている。また、2012年8月15日に発生した香港活動家尖閣諸島上陸事件の逮捕者とも、過去には交流があることが活動家側が認めている。
日本による台湾統治にも厳しい評価を下しており、2005年9月高金素梅立法委員が「日本が台湾原住民を強制的に高砂義勇隊に参加させるなど原住民を迫害した」として、ニューヨーク市の国際連合本部での反日抗議活動のため、台湾を出発する際、見送りに訪れ3000米ドルの寄付を行った。
2005年9月3日に、中国の胡錦涛党総書記が「日本が台湾を侵略占拠していた50年間、台湾同胞は絶えず反抗し、65万人が犠牲となった」と演説をした直後の2005年10月、台北二二八記念館にて「日本の台湾統治50年間で、計65万人余りの台湾人が殺害された」と演説した。
2006年4月、士林にある「学務官僚遭難之碑」を問題視した。同年秋には中国国民党本部ビルに「抗日戦争勝利60周年記念」の垂れ幕を掲げた。この一連の姿勢は、2006年7月の訪日時に日本側の議員や記者の注目を集めた。
また、治安面に関しても2002年1月、台北市などの風俗街スポットを紹介したガイドブック『極楽台湾』(司書房）に対して抗議を行い、買春目的容疑の日本人を逮捕するなど、売春の需要側として警戒している。
一方で総統候補になってからは、従来の対日姿勢を軟化させつつある。台湾では、繋がりが深い日本を敵視するかのような言動が見られる馬の反日姿勢が批判されることもあり、総統選挙では「自分は知日派だ」と懸命にアピールする姿が見られた。南京大虐殺問題・尖閣諸島問題などの歴史認識については「許せるが、歴史は忘れない」など間接的な表現に留めている。
さらに、総統候補として日本を訪問した2007年11月21日、同志社大学での講演では「19世紀、20世紀の亡霊はもう過去のことだ」「過去は白と黒以外にグレーもある」などと述べるなど、日台関係を強化する必要を強調した。2006年には、一度否定的な意見を述べた『日米安保条約』も支持するなど、歩み寄りの姿勢を示している。それでも、日本の政界やマスコミにはその真意を疑う声は根強く「反日派」疑惑の払拭に至っていない。
そのほか、慰安婦問題についても「日本は謝罪すべき」との発言を繰り返している。2000年から始まった、台湾の元慰安婦による対日訴訟運動や台湾婦女救援基金会にも積極的に関わっており、2008年には元慰安婦8人と会談した。2010年12月26日には台北市文化局と台湾婦女救援基金会が主催した、従軍慰安婦対日訴訟に関する特別展でも「日本政府は歴史の過ちに対して 謝罪する責任を持つ」と発言している。
2011年の東日本大震災の際は、援助隊を送り義援金を募るなど、積極的に日本を支援した。
2012年の日本の尖閣諸島国有化に対しては、中華人民共和国と伴に報復措置をとり、中華民国海岸巡防署の巡視船12隻と宜蘭県蘇澳鎮から出港した漁船約40隻を領海侵犯させて、日本の海上保安庁と放水合戦となり、これを「全力で漁民の安全を守った」「釣魚台が我が領土であることを世界に誇示した」と絶賛した。
2013年には、尖閣諸島周辺の北緯27度以北に暫定措置水域を定めた日中漁業協定に対抗して、日本と日台漁業取り決めを結び、北緯27度以南の操業を日本に認めさせた。
2015年4月に台湾で発生した「産地偽装ラベル」事件に関して、日本からの全食品を対象に『産地証明添付』を義務付けるなどの規制強化策を5月15日から実施した。真相解明に向けた当局の動きが規制緩和につながる可能性がある。馬は、真相が解明され再発防止策が整えば、強化策を短期で緩和するとの姿勢を示している。当局によると、5月の強化策実施後、日本からの食品輸入量は、最初の1週間は重量で前週比約4割減少したが、その後徐々に回復し、実施前の水準に戻り始めている。

### 対韓政策
2009年6月30日、繁体字の世界文化遺産申請と関連して、「韓国に繁体字の世界文化遺産申請を奪われるかもしれない」と懸念を示した。一方、2011年4月10日に聖約翰科技大学の学生と懇談した時に、韓国人留学生が「台湾で6か月間留学する間、多くの台湾人が韓国に対して誤解しているということを悟った。台湾人が『韓国人は孔子を韓国人と思っている』『孔子を奪おうとしている』と話す」「韓国人が台湾の伝統料理であるまた豆乳を韓国が発明したと考えているという台湾人の誤解もある、このような誤解のために韓国人は他国の文化を奪うのが好きだというふうに映っている」「台湾で最も影響力があり、信頼を受けている総統が、直接誤解を解いてほしい」と要請した。これに対して、「韓国では孔子は中国人だと教えており、韓国人は孔子を韓国人だとは思っていない」と回答した。

## 批判
- 学習指導要領の改訂を進める際に、17世紀の鄭成功一族の台湾統治（鄭氏政権）を「明鄭統治時期」と変更し、台湾と中国の一体性を強調する意図があるとして、教育部に高校生らが突入する事件がおきた[64]。

## 家族
|        |        |        |        |        |        |  |  |        |        |        |        |        |        |  |  |        |        | 馬鶴凌 | 馬鶴凌 | 馬鶴凌 | 馬鶴凌 | 馬鶴凌 | 馬鶴凌 |        |        |        |        |        |        | 秦厚修 | 秦厚修 | 秦厚修 | 秦厚修 | 秦厚修 | 秦厚修 |        |        |        |        |        |        |        |        |  |  |  |  |  |  |  |  |
|        |        |        |        |        |        |  |  |        |        |        |        |        |        |  |  |        |        | 馬鶴凌 | 馬鶴凌 | 馬鶴凌 | 馬鶴凌 | 馬鶴凌 | 馬鶴凌 |        |        |        |        |        |        | 秦厚修 | 秦厚修 | 秦厚修 | 秦厚修 | 秦厚修 | 秦厚修 |        |        |        |        |        |        |        |        |  |  |  |  |  |  |  |  |
|        |        |        |        |        |        |  |  |        |        |        |        |        |        |  |  |        |        |        |        |        |        |        |        |        |        |        |        |        |        |        |        |        |        |        |        |        |        |        |        |        |        |        |        |  |  |  |  |  |  |  |  |
|        |        |        |        |        |        |  |  |        |        |        |        |        |        |  |  |        |        |        |        |        |        |        |        |        |        |        |        |        |        |        |        |        |        |        |        |        |        |        |        |        |        |        |        |  |  |  |  |  |  |  |  |
| 馬以南 | 馬以南 | 馬以南 | 馬以南 | 馬以南 | 馬以南 |  |  | 馬乃西 | 馬乃西 | 馬乃西 | 馬乃西 | 馬乃西 | 馬乃西 |  |  | 馬冰如 | 馬冰如 | 馬冰如 | 馬冰如 | 馬冰如 | 馬冰如 |        |        | 馬英九 | 馬英九 | 馬英九 | 馬英九 | 馬英九 | 馬英九 |        |        |        |        |        |        | 周美青 | 周美青 | 周美青 | 周美青 | 周美青 | 周美青 |        |        |  |  |  |  |  |  |  |  |
| 馬以南 | 馬以南 | 馬以南 | 馬以南 | 馬以南 | 馬以南 |  |  | 馬乃西 | 馬乃西 | 馬乃西 | 馬乃西 | 馬乃西 | 馬乃西 |  |  | 馬冰如 | 馬冰如 | 馬冰如 | 馬冰如 | 馬冰如 | 馬冰如 |        |        | 馬英九 | 馬英九 | 馬英九 | 馬英九 | 馬英九 | 馬英九 |        |        |        |        |        |        | 周美青 | 周美青 | 周美青 | 周美青 | 周美青 | 周美青 |        |        |  |  |  |  |  |  |  |  |
|        |        |        |        |        |        |  |  |        |        |        |        |        |        |  |  |        |        |        |        |        |        |        |        |        |        |        |        |        |        |        |        |        |        |        |        |        |        |        |        |        |        |        |        |  |  |  |  |  |  |  |  |
|        |        |        |        |        |        |  |  |        |        |        |        |        |        |  |  |        |        |        |        |        |        |        |        |        |        |        |        |        |        |        |        |        |        |        |        |        |        |        |        |        |        |        |        |  |  |  |  |  |  |  |  |
|        |        |        |        |        |        |  |  |        |        |        |        |        |        |  |  |        |        |        |        |        |        |        |        |        |        |        |        |        |        | 馬唯中 | 馬唯中 | 馬唯中 | 馬唯中 | 馬唯中 | 馬唯中 |        |        | 馬元中 | 馬元中 | 馬元中 | 馬元中 | 馬元中 | 馬元中 |  |  |  |  |  |  |  |  |

- 馬英九はアメリカ永住権を取得している。
- 妻の周美青は夫と同じく香港出身の外省人。
- 馬唯中はアメリカ国籍を所有している。